# Thue et Mue
Thue et Mue est, depuis le 1er janvier 2017, une commune nouvelle française située dans le département du Calvados en région Normandie, peuplée de 6 189 habitants. Elle ne doit pas être confondue avec l'ancienne communauté de communes entre Thue et Mue à laquelle appartenaient les communes constitutives de la commune nouvelle.

## Géographie

### Hydrographie
La commune est située dans le bassin Seine-Normandie. Elle est drainée par la Thue, la Mue, le ruisseau de Sabley, la Chironne, le Goupil et le fossé 01 de Bouliesse,,.
La Thue, d'une longueur de 12 km, prend sa source dans la commune  et se jette  dans la Seulles à Ponts sur Seulles, après avoir traversé six communes. 

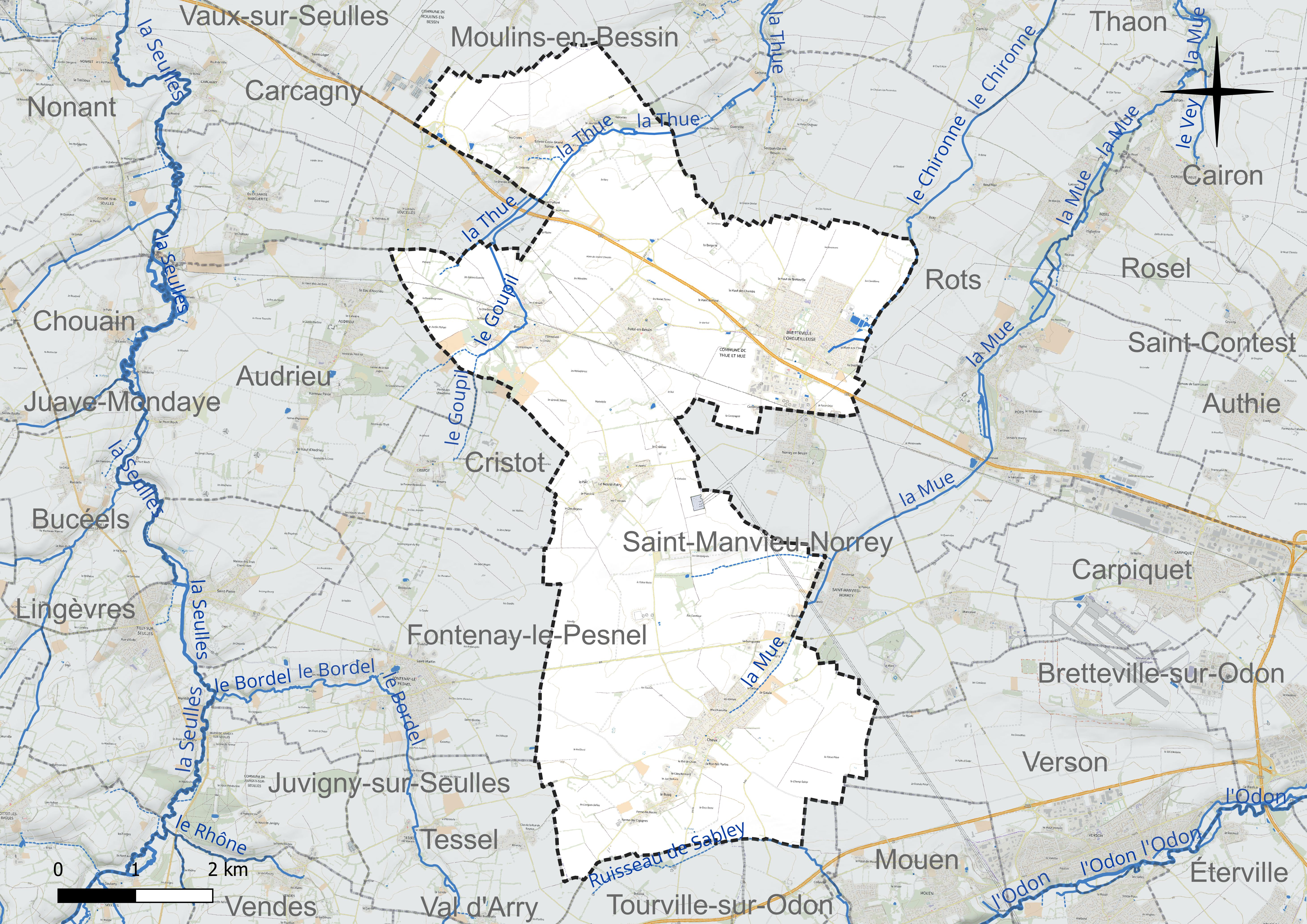
Réseau hydrographique de Thue et Mue.

La Mue, d'une longueur de 22 km, prend sa source dans la commune  et se jette  dans la Seulles à Reviers, après avoir traversé dix communes. 

### Climat
Pour des articles plus généraux, voir Climat de la Normandie et Climat du Calvados.
En 2010, le climat de la commune est de type climat océanique altéré, selon une étude du CNRS s'appuyant sur une série de données couvrant la période 1971-2000. En 2020, Météo-France publie une typologie des climats de la France métropolitaine dans laquelle la commune est exposée à un climat océanique et est dans la région climatique Normandie (Cotentin, Orne), caractérisée par une pluviométrie relativement élevée (850 mm/a) et un été frais (15,5 °C) et venté. Parallèlement le GIEC normand, un groupe régional d'experts sur le climat, différencie quant à lui, dans une étude de 2020, trois grands types de climats pour la région Normandie, nuancés à une échelle plus fine par les facteurs géographiques locaux. La commune est, selon ce zonage, exposée à un « climat des plateaux abrités », correspondant à la plaine agricole de Caen à Falaise, sous le vent des collines de Normandie et proche de la mer, se caractérisant par une pluviométrie et des contraintes thermiques modérées.
Pour la période 1971-2000, la température annuelle moyenne est de 10,7 °C, avec  une amplitude thermique annuelle de 11,9 °C. Le cumul annuel moyen de précipitations est de 735 mm, avec 12,1 jours de précipitations en janvier et 7,4 jours en juillet. Pour la période 1991-2020, la température moyenne annuelle observée sur la station météorologique la plus proche, située sur la commune de Carpiquet à 6 km à vol d'oiseau, est de 11,5 °C et le cumul annuel moyen de précipitations est de 740,3 mm,. Pour l'avenir, les paramètres climatiques de la commune estimés pour 2050 selon différents scénarios d'émission de gaz à effet de serre sont consultables sur un site dédié publié par Météo-France en novembre 2022.

## Urbanisme

### Typologie
Au 1er janvier 2024, Thue et Mue est catégorisée bourg rural, selon la nouvelle grille communale de densité à 7 niveaux définie par l'Insee en 2022.
Elle appartient à l'unité urbaine de Thue et Mue, une unité urbaine monocommunale constituant une ville isolée,. Par ailleurs la commune fait partie de l'aire d'attraction de Caen, dont elle est une commune de la couronne,. Cette aire, qui regroupe 296 communes, est catégorisée dans les aires de 200 000 à moins de 700 000 habitants,.

## Toponymie
Son nom vient des deux rivières qui traversent la commune, la Thue au nord et la Mue au sud.
Dans l'arrêté signé par le préfet, la graphie de la commune nouvelle n'est pas conforme aux règles de typographie française ; en effet la commune devrait s'écrire « Thue-et-Mue ».

## Histoire
La nouvelle commune regroupe les 6 "ex communes" de Bretteville-l'Orgueilleuse, de Brouay, de Cheux, du Mesnil-Patry, de Putot-en-Bessin et de Sainte-Croix-Grand-Tonne, qui deviennent des communes déléguées, le 1er janvier 2017, par arrêté du préfet du Calvados, en date du 8 septembre 2016. Son chef-lieu se situe à Bretteville-l'Orgueilleuse.

## Politique et administration
| Nom                                | Code Insee | Intercommunalité     | Superficie (km2) | Population (dernière pop. légale) | Densité (hab./km2) |
| ---------------------------------- | ---------- | -------------------- | ---------------- | --------------------------------- | ------------------ |
| Bretteville-l'Orgueilleuse (siège) | 14098      | CC Entre Thue et Mue | 6,18             | 3 051 (2021)                      | 494                |
| Brouay                             | 14109      | CC Entre Thue et Mue | 3,98             | 463 (2021)                        | 116                |
| Cheux                              | 14157      | CC Entre Thue et Mue | 14,38            | 1 525 (2021)                      | 106                |
| Le Mesnil-Patry                    | 14423      | CC Entre Thue et Mue | 3,51             | 394 (2021)                        | 112                |
| Putot-en-Bessin                    | 14525      | CC Entre Thue et Mue | 3,51             | 420 (2021)                        | 120                |
| Sainte-Croix-Grand-Tonne           | 14568      | CC Entre Thue et Mue | 5,26             | 316 (2021)                        | 60                 |

### Liste des maires
| Période      | Période  | Identité      | Étiquette | Qualité                              |
| ------------ | -------- | ------------- | --------- | ------------------------------------ |
| Janvier 2017 | En cours | Michel Lafont | DVD       | Agroéconomiste ancien maire de Cheux |

## Population et société

### Démographie
L'évolution du nombre d'habitants est connue à travers les recensements de la population effectués dans la commune depuis sa création.
En 2022, la commune comptait 6 189 habitants, en évolution de +7,41 % par rapport à 2016 (Calvados : +1,58 %, France hors Mayotte : +2,11 %).
| 2015  | 2016  | 2017  | 2022  |
| ----- | ----- | ----- | ----- |
| 5 607 | 5 762 | 5 904 | 6 189 |

## Culture locale et patrimoine
- Église Saint-Vigor de Cheux.
- Église Saint-Germain de Bretteville-l'Orgueilleuse.
- Église Notre-Dame-de-la-Nativité de Putot-en-Bessin.
- Croix du cimetière de Putot-en-Bessin.
- Église Sainte-Croix de Sainte-Croix-Grand-Tonne.
- Manoir de Sainte-Croix-Grand-Tonne.
- Maison des services publics (extérieur), sculpture en acier corten par Sylvia Hansmann[24].